# Universidade Kyorin
A Universidade Kyorin (杏林大学 Kyōrin daigaku) é uma instituição de ensino superior privada localizada em Mitaka, Tóquio, no Japão. Foi fundada em 1966.

## Faculdade
- Campus Mitaka (Mitaka, Tóquio):Sede
  - Faculdade de Medicina
- Campus Inokashira (Mitaka, Tóquio)
  - Faculdade de Ciências da Saúde
  - Faculdade de Ciências Sociais
  - Faculdade de Língua Estrangeira
- Campus Hachioji (Hachioji, Tóquio)